# Esboz-Brest
Esboz-Brest és un municipi francès situat al departament de l'Alt Saona i a la regió de Borgonya - Franc Comtat. L'any 2007 tenia 471 habitants.

## Demografia

### Població
El 2007 la població de fet d'Esboz-Brest era de 471 persones. Hi havia 174 famílies, de les quals 28 eren unipersonals (16 homes vivint sols i 12 dones vivint soles), 57 parelles sense fills, 77 parelles amb fills i 12 famílies monoparentals amb fills.
La població ha evolucionat segons el següent gràfic:
Habitants censats

### Habitatges
El 2007 hi havia 197 habitatges, 179 eren l'habitatge principal de la família, 9 eren segones residències i 8 estaven desocupats. 189 eren cases i 7 eren apartaments. Dels 179 habitatges principals, 160 estaven ocupats pels seus propietaris, 14 estaven llogats i ocupats pels llogaters i 5 estaven cedits a títol gratuït; 3 tenien dues cambres, 9 en tenien tres, 46 en tenien quatre i 121 en tenien cinc o més. 101 habitatges disposaven pel capbaix d'una plaça de pàrquing. A 54 habitatges hi havia un automòbil i a 112 n'hi havia dos o més.

### Piràmide de població
La piràmide de població per edats i sexe el 2009 era:
| Homes | Edats   | Dones |
| ----- | ------- | ----- |
| 0     | 95 o +  | 0     |
| 0     | 90 a 94 | 0     |
| 4     | 85 a 89 | 0     |
| 0     | 80 a 84 | 4     |
| 0     | 75 a 79 | 0     |
| 8     | 70 a 74 | 4     |
| 8     | 65 a 69 | 12    |
| 16    | 60 a 64 | 4     |
| 12    | 55 a 59 | 8     |
| 16    | 50 a 54 | 24    |
| 16    | 45 a 49 | 24    |
| 24    | 40 a 44 | 12    |
| 4     | 35 a 39 | 12    |
| 12    | 30 a 34 | 16    |
| 20    | 25 a 29 | 8     |
| 20    | 20 a 24 | 8     |
| 32    | 15 a 19 | 24    |
| 12    | 10 a 14 | 12    |
| 16    | 5 a 9   | 0     |
| 8     | 0 a 4   | 4     |

## Economia
El 2007 la població en edat de treballar era de 316 persones, 245 eren actives i 71 eren inactives. De les 245 persones actives 229 estaven ocupades (131 homes i 98 dones) i 16 estaven aturades (5 homes i 11 dones). De les 71 persones inactives 24 estaven jubilades, 24 estaven estudiant i 23 estaven classificades com a «altres inactius».

### Ingressos
El 2009 a Esboz-Brest hi havia 181 unitats fiscals que integraven 516,5 persones, la mediana anual d'ingressos fiscals per persona era de 19.434 €.

### Activitats econòmiques
Dels 13 establiments que hi havia el 2007, 1 era d'una empresa de fabricació d'altres productes industrials, 6 d'empreses de construcció, 1 d'una empresa de comerç i reparació d'automòbils, 1 d'una empresa de transport, 1 d'una empresa d'hostatgeria i restauració, 2 d'empreses de serveis i 1 d'una empresa classificada com a «altres activitats de serveis».
Dels 6 establiments de servei als particulars que hi havia el 2009, 1 era un guixaire pintor, 1 fusteria, 2 electricistes, 1 perruqueria i 1 restaurant.
L'any 2000 a Esboz-Brest hi havia 16 explotacions agrícoles que ocupaven un total de 488 hectàrees.

## Poblacions més properes
El següent diagrama mostra les poblacions més properes.